# كوامي بونسو
كوامي بونسو (بالإنجليزية: Kwame Bonsu)‏ (25 سبتمبر 1994 بغانا - ) هو لاعب كرة قدم غاني في مركز الوسط يلعب في نادي العين السعودي. لعب مع غيفلي وFC Rosengård 1917 ‏ ونادي هارت أوف ليونز وMjällby AIF ‏ والترجي الرياضي التونسي ونادي سيراميكا كليوباترا ونادي البطائح ونادي نفط البصرة ونادي العين السعودي.

## روابط خارجية
- كوامي بونسو على موقع اتحاد السويد (السويدية)
- كوامي بونسو على موقع قاعدة بيانات كرة القدم.إي يو (الإنجليزية)
- كوامي بونسو على موقع ناشيونال فوتبول تيمز (الإنجليزية)
- كوامي بونسو على موقع Soccerway.com (الإنجليزية)